# Lunghezza di un modulo
In matematica, la lunghezza di un modulo è una quantità (un numero naturale oppure infinito) che misura la "grandezza" di un modulo, generalizzando la nozione di dimensione degli 

spazi vettoriali.

## Definizioni equivalenti
Sia {\displaystyle M} un modulo su un anello {\displaystyle A}. La lunghezza di una catena di sottomoduli è definita come il numero massimo di inclusioni strette: così la catena
{\displaystyle N_{0}\subsetneq N_{1}\subsetneq \cdots \subsetneq N_{n}}
ha lunghezza {\displaystyle n}. La lunghezza di {\displaystyle M} su {\displaystyle A}, indicata come {\displaystyle \ell _{A}(M)} (o {\displaystyle \ell (M)} se non c'è rischio di confusione) è l'estremo superiore delle lunghezze delle catene di {\displaystyle A}-sottomoduli di {\displaystyle M}.

## Esempi
Il modulo {\displaystyle \{0\}} è l'unico modulo ad avere lunghezza 0, mentre i moduli semplici (ovvero i moduli senza sottomoduli propri) sono gli unici ad avere lunghezza 1. Se l'anello {\displaystyle A} è un campo, allora le catene di sottomoduli non sono altro che le catene di sottospazi vettoriali; di conseguenza, la lunghezza di {\displaystyle M} come {\displaystyle A}-modulo coincide con la dimensione di {\displaystyle M} come spazio vettoriale.
L'anello {\displaystyle \mathbb {Z} } (o, più in generale, qualsiasi anello la cui dimensione di Krull è maggiore di 1) non ha lunghezza finita su sé stesso: ad esempio, nel caso di {\displaystyle \mathbb {Z} }, dato un intero {\displaystyle n} arbitrario, la catena
{\displaystyle 2^{n}\mathbb {Z} \subsetneq 2^{n-1}\mathbb {Z} \subsetneq \cdots \subsetneq 2\mathbb {Z} \subsetneq \mathbb {Z} }
ha lunghezza {\displaystyle n}.

## Moduli di lunghezza finita
Un modulo {\displaystyle M} è di lunghezza finita se e solo se i suoi sottomoduli verificano contemporaneamente la condizione della catena ascendente e la condizione della catena discendente, ovvero se e solo se è contemporaneamente un modulo noetheriano e un modulo artiniano; in particolare, un anello {\displaystyle A} è di lunghezza finita su sé stesso se e solo se è artiniano, ovvero noetheriano e di dimensione 0. In tal caso, la lunghezza di {\displaystyle M} è uguale alla lunghezza di una sua qualsiasi serie di composizione, ovvero di una catena di sottomoduli
{\displaystyle N_{0}\subsetneq N_{1}\subsetneq \cdots \subsetneq N_{n}=M}
tale che ogni quoziente {\displaystyle N_{i+1}/N_{i}} sia un modulo semplice.
Il teorema di Krull-Schmidt garantisce che ogni modulo di lunghezza finita può essere espresso come somma diretta (finita) di una famiglia di moduli indecomponibili.

## Successioni esatte
Sia
{\displaystyle 0\longrightarrow L\longrightarrow M\longrightarrow N\longrightarrow 0}
una successione esatta di {\displaystyle A}-moduli. Allora {\displaystyle \ell _{A}(M)=\ell _{A}(L)+\ell _{A}(N)}, e in particolare {\displaystyle M} ha lunghezza finita se e solo se sia {\displaystyle L} che {\displaystyle N} hanno lunghezza finita. In particolare, i sottomoduli e i quozienti di un modulo di lunghezza finita sono di lunghezza finita, così come la somma diretta finita {\displaystyle \bigoplus _{i=1}^{n}M_{i}} di moduli di lunghezza finita; in quest'ultimo caso, la lunghezza della somma è uguale alla somma della lunghezza degli {\displaystyle M_{i}}.
Esiste inoltre un analogo della formula di Grassmann: se {\displaystyle N,P} sono sottomoduli di {\displaystyle M}, allora
{\displaystyle \ell _{A}(N+P)+\ell _{A}(N\cap P)=\ell _{A}(N)+\ell _{A}(P)}.